# 強烈熱帶風暴白鹿 (2019年)
強烈熱帶風暴白鹿（英語：Severe Tropical Storm Bailu，國際編號：1911，聯合颱風警報中心：WP122019，菲律賓大氣地球物理和天文服務管理局：Ineng）為2019年太平洋颱風季第11個被命名的熱帶氣旋。「白鹿」一名由中國大陸提供，是指白色的鹿，在漢語亦有吉祥之意。此名字为第一次使用，取代災難性傷亡破壞菲律賓中部的海燕。

## 發展過程
8月14日，一個低壓區在菲律賓以東海域形成，美國海軍研究實驗室給予擾動編號97W。
聯合颱風警報中心在19日下午給予該系統評級「低」，並於翌日上午10時提升評級為「中」。20日下午，聯合颱風警報中心將其評級提升為「高」，並發佈熱帶氣旋形成警報。
8月20日上午8時，日本氣象廳將其升為熱帶低氣壓，並在下午2時發出烈風警報。同時臺灣中央氣象局將其升格為熱帶性低氣壓，給予編號16。
8月21日下午2時，日本氣象廳將其升格為熱帶風暴，給予國際編號1911，並命名為「白鹿」。同時，聯合颱風警報中心將其升格為熱帶低氣壓，給予熱帶氣旋編號12W。同時，中國國家氣象中心也將其升格為熱帶風暴。不久後，臺灣中央氣象局將其升格為輕度颱風。下午3時45分，香港天文台將其升為熱帶低氣壓。
8月22日凌晨2時，聯合颱風警報中心將其升格為熱帶風暴。凌晨3時45分，香港天文台將其升為熱帶風暴，下午9時45分，香港天文台將其升為強烈熱帶風暴。下午11時，中國國家氣象中心將其升格為強熱帶風暴。
8月24日下午1時，臺灣中央氣象局宣布白鹿於臺灣屏東縣滿州鄉登陸。下午4時10分，白鹿於臺灣高雄市楠梓區出海。
8月25日上午7時25分，中國國家氣象中心宣布白鹿於福建省漳州市東山縣登陸，並於上午9時將其降格為熱帶風暴。上午9時45分，香港天文台將其降格為熱帶風暴。中午12時，聯合颱風警報中心對其發布最後警告。下午2時，中國國家氣象中心將其降格為熱帶低壓。下午5時45分，香港天文台將其降格為熱帶低氣壓。翌日凌晨3時30分，香港天文台將其降格為低壓區。
8月26日凌晨3時，日本氣象廳降格為熱帶低氣壓。並在下午9時消散。

### 事後調整
聯合颱風警報中心在2020年9月發表的最佳路徑中，將其巔峰上調至60節（約110公里/每小時）。

## 影響

### 菲律賓
當地發出之最高颱風警報：二號風暴信號
8月22日上午11時，菲律賓大氣地球物理和天文服務管理局對巴丹群島、巴布延群島及呂宋北部的6個省份發出一號風暴信號。由於白鹿逐漸增強，菲律賓大氣地球物理和天文服務管理局在翌日凌晨5時對巴丹群島發出二號風暴信號。隨著風暴離開責任區，菲律賓大氣地球物理和天文服務管理局於8月24日下午8時除下所有風暴信號，當時風暴位於巴士古西北方395公里。

### 臺灣
當地發佈之颱風警報：海上陸上颱風警報
隨着白鹿逼近臺灣東南方海面，中央氣象局在8月23日凌晨5時30分發佈海上颱風警報。並在下午2時30分發佈陸上颱風警報。8月24日下午1時於屏東縣滿州鄉登陸，成為自2017年熱帶風暴海棠以來首個登陸臺灣本島的熱帶氣旋，下午4時10分於高雄市楠梓區出海。隨着白鹿逐漸遠離，氣象局表示其暴風圈已脫離臺灣本島，並在晚上11時30分解除本島上的陸上颱風警報。8月25日，氣象局表示白鹿已於上午7時登陸福建，並在上午8時30分解除陸上颱風警報，隨後在上午11時30分解除海上颱風警報。
白鹿在臺灣共造成1死9傷，其中臺南市一名18歲男子騎乘機車時被倒塌的樹木壓到，遭樹枝刺穿右胸，男子送院後傷重不治。全臺累積逾11萬戶停電，3,454人需疏散撤離，合共607件災情。

### 中國大陸
當地發佈之最高熱帶氣旋警告信號： 颱風黃色預警信號

#### 福建
當地發佈之最高熱帶氣旋警告信號： 颱風橙色預警信號
白鹿自生成时起其路径就直指福建而来。福建省在8月23日上午9时启动重大气象灾害（台风）Ⅳ级应急响应，并随着白鹿的逐渐靠近分别于23日下午4时和24日中午12时将应急响应升级至Ⅲ级和Ⅱ级。
交通方面，连接厦门与金门的厦金航线于24日期全线停航，估计有超过5000人次旅客受到影响。厦门等地航班受到影响，截至24日17时，厦门机场已取消航班163架次。长三角铁路24日8唐上海到深圳、珠海、广州的动车组列车临时停运，同时25日也有从厦门北站开的两趟列车调整运行，始发站由厦门北更改为龙岩。
8月25日上午7時25分，中國國家氣象中心宣布白鹿於福建省漳州市東山縣登陸。

#### 廣東
當地發佈之最高熱帶氣旋警告信號： 颱風橙色預警信號
白鹿在8月25日10时进入广东饶平境内，其带来的狂风暴雨在潮州导致3911户停电。汕头南澳的渔民因白鹿过境而停止打鱼，估计损失近10万元。

#### 廣西
當地發佈之最高熱帶氣旋警告信號： 颱風藍色預警信號

### 香港
當地發出之最高熱帶氣旋警告信號： 一號戒備信號
香港天文台在8月24日在下午2時40分發出一號戒備信號，當時白鹿集結於香港以東約650公里，進入台灣海峽，並表示日間改發三號信號機會不大。受白鹿的外圍下沉氣流影響，當日下午3時，中環、東區、觀塘、深水埗、葵涌、荃灣、將軍澳、銅鑼灣、旺角、中西區、元朗、屯門、沙田、東涌及大埔等15個地區的空氣污染指數達「10+」嚴重級別。當天亦天氣酷熱，天文台錄得最高氣溫33.9度，新界多處更錄得最高氣溫36度以上。天文台在下午4時45分表示午夜前改發三號信號機會不大，再在晚上8時45分表示除非白鹿採取較接近珠江口的路徑移動，否則改發三號信號的機會不大，並預料一號戒備信號會維持一段時間。25日午夜，白鹿南面的環流開始影響香港，為當地帶來傾盆大雨及強烈狂風雷暴， 兩小時內香港境內共錄得接近4000次雲對地閃電。 期間香港多區氣溫急降近10度；天文台先在凌晨12時40分取消酷熱天氣警告，緊接在凌晨12時50分發出黃色暴雨警告信號，並在凌晨2時40分取消。強雨帶橫過期間使香港的風力急升，長洲及機場曾分別錄得烈風及強風。早上9時45分，天文台表示當白鹿對香港的威脅減除時，會取消所有熱帶氣旋警告信號。同日早上，香港再次受到白鹿的雨帶影響，天文台再次於上午11時30分發出黃色暴雨警告，至下午2時45分取消。期間，流浮山曾兩度錄得強風。隨著白鹿進一步減弱，天文台在晚上7時20分取消所有熱帶氣旋警告信號，當時白鹿集結在香港以北約280公里。
雖然白鹿繼續減弱，但其殘餘仍然影響香港，於25日晚上至26日凌晨時分再次為當地帶來雷雨。期間，天文台在晚上11時55分發出黃色暴雨警告信號，更在翌日凌晨12時40分改發紅色暴雨警告信號。隨著雨勢減弱，天文台先在凌晨3時25分改發黃色暴雨警告信號，最後在上午5時取消所有暴雨警告信號。
在風暴期間，天文台8個參考自動氣象站有3個測得強風，當中1個測得烈風，若天文台發出三號信號，就只欠1站便達標。長洲、機場、流浮山測得之最高10分鐘平均風速為每小時71、54及44公里。另外，尖沙咀天星碼頭及北角均測得每小時42公里的10分鐘平均風速，表示巿區亦受強風影響。有見及此，香港地下天文台在Facebook專頁中指出除了風力達標外，風勢亦要持續天文台才會發出三號信號。白鹿的雨帶只令香港的風力短暫飆升，雨帶過後風力很快便回落，故風勢不會持續，因此天文台沒有發出三號信號。

### 澳門
當地發出之最高熱帶氣旋警告信號：  一號風球
一號風球於24日17時30分發出，當時其集結在澳門以東約680公里，並在翌日20時00分取消，當時其集結在澳門東北偏北約320公里。
8月24日澳門主要受「白鹿」外圍下沉氣流影響，最高氣溫達約36度，8月25日「白鹿」在本澳以北減弱及消散過程中，其南側雨帶為澳門帶來少量降水。整個熱帶氣旋警告信號生效期間，大潭山氣象站錄得雨量7.8毫米，橋上風力及陣風均不明顯，最高十分鐘平均風速測得每小時34公里，期間並未引起風暴潮對澳門造成影響。8月26日受「白鹿」雨帶影響，氣象局曾在凌晨1時10分發出暴雨警告信號，並在早上6時取消。

## 熱帶氣旋警告使用記錄

### 菲律賓
| 菲律賓大氣地球物理和天文服務管理局 風暴信號 | 菲律賓大氣地球物理和天文服務管理局 風暴信號 | 菲律賓大氣地球物理和天文服務管理局 風暴信號 |
| ------------------------------------------- | ------------------------------------------- | ------------------------------------------- |
| 上一熱帶氣旋                                | 一號風暴信號                                | 下一熱帶氣旋                                |
| 颱風利奇馬                                  | 一號風暴信號                                | 熱帶風暴楊柳                                |
| 熱帶風暴丹娜絲                              | 二號風暴信號                                | 熱帶風暴楊柳                                |

### 臺灣
| 交通部中央氣象局 颱風警報 | 交通部中央氣象局 颱風警報 | 交通部中央氣象局 颱風警報 |
| ------------------------- | ------------------------- | ------------------------- |
| 上一熱帶氣旋              | 海上颱風警報              | 下一熱帶氣旋              |
| 強烈颱風利奇馬            | 海上颱風警報              | 中度颱風米娜              |
| 強烈颱風利奇馬            | 陸上颱風警報              | 中度颱風米娜              |

### 中國大陸
| 国家气象中心 颱風預警信號 | 国家气象中心 颱風預警信號 | 国家气象中心 颱風預警信號 |
| ------------------------- | ------------------------- | ------------------------- |
| 上一熱帶氣旋              | 颱風藍色預警信號          | 下一熱帶氣旋              |
| 超強颱風利奇馬            | 颱風藍色預警信號          | 強熱帶風暴楊柳            |
| 超強颱風利奇馬            | 颱風黃色預警信號          | 颱風玲玲                  |

### 香港
| 香港天文台 熱帶氣旋警告信號 | 香港天文台 熱帶氣旋警告信號 | 香港天文台 熱帶氣旋警告信號 |
| --------------------------- | --------------------------- | --------------------------- |
| 上一熱帶氣旋                | 一號戒備信號                | 下一熱帶氣旋                |
| 熱帶風暴韋帕                | 一號戒備信號                | 熱帶風暴楊柳                |

### 澳門
| 地球物理暨氣象局 熱帶氣旋警告信號 | 地球物理暨氣象局 熱帶氣旋警告信號 | 地球物理暨氣象局 熱帶氣旋警告信號 |
| --------------------------------- | --------------------------------- | --------------------------------- |
| 上一熱帶氣旋                      | 一號風球                          | 下一熱帶氣旋                      |
| 熱帶風暴韋帕                      | 一號風球                          | 熱帶風暴楊柳                      |

## 外部連結
| 太平洋颱風季             |
| 主題頁 - 專題 - 編輯指南 |

- （日語）日本氣象廳首頁 （页面存档备份，存于）
- （英文）聯合颱風警報中心首頁 （页面存档备份，存于）
- （简体中文）中央氣象台首頁
- （繁體中文）中央氣象局首頁 （页面存档备份，存于）
- （繁體中文）香港天文台首頁 （页面存档备份，存于）
- （繁體中文）澳門地球物理暨氣象局首頁 （页面存档备份，存于）
- （英文）菲律賓大氣地球物理和天文管理局 惡劣天氣公告